# Sueño y silencio
Sueño y silencio es una película dramática española estrenada en 2012 y dirigida por Jaime Rosales. El guion está escrito conjuntamente con el dramaturgo y guionista Enric Rufas. Está rodada en blanco y negro con actores no profesionales y cuenta con la participación artística del pintor español Miquel Barceló.
Se presentó en el Festival de Cannes 2012, concretamente en la sección paralela Quincena de Realizadores.

## Sinopsis
Oriol y Yolanda viven en París con sus dos hijas. Él es arquitecto, ella es profesora. Durante unas vacaciones en el Delta del Ebro, un accidente transforma sus vidas.

## Reparto
- Yolanda Galocha es Yolanda.
- Oriol Roselló es Oriol.
- Jaume Terradas es Jaume.
- Laura Latorre es Laura.
- Alba Ros Montet es Alba.
- Celia Correas es Celia.

## Rodaje
El director buscaba improvisación, espontaneidad, veracidad en sus intérpretes, un equipo de actores amateurs a los que apenas contaba nada de la historia durante el rodaje. El director declaró: "Los actores no conocían el guion, no había unas frases hechas, no se aprendían el guion, reaccionan momento a momento el día de la escena y además eso se rueda en toma única".